# 吴咏宁
吳詠寧（1991年3月3日—2017年11月8日），原名吳永寧，中華人民共和國湖南省長沙市寧鄉市壩塘鎮人，是中國大陸的跑酷愛好者。2013年出道，曾經在浙江省金華市東陽市的橫店影視城扮演過群眾演員和武術演員，期間沒有什麼人關注他。直到2017年2月10日在新浪微博，發佈了第一條與高樓有關的極限運動視頻後才知名曉。後來輾轉到上海、重慶、湖南長沙、湖北武漢和浙江寧波等高樓大廈天台的危險地方用自拍杆拍出驚險鏡頭，並將其上傳網絡後而引發大量關注，網稱「高空極限運動第一人」。

## 生平
吳詠寧的父母都在農村務農，年幼時開始學武術直到高中輟學。離開學校後，他先後去過工廠和大排檔打工，但他父親在2010年去世後，又揹著揹包去浙江省金華市的東陽的橫店影視城拍電視劇賺錢，主要拍抗日神劇，期間還參演過《神鵰俠侶》和《新雪豹之堅強歲月》等一些電視劇節目的拍攝，主要扮演乞丐、死屍、大日本帝國軍官等這些邊緣角色。
從2014年開始，他開始關注新浪微博，期間發佈過一系列爆笑視頻，但還是沒有什麼人關注。同年2月，在看到外國地區一些年輕人的高樓挑戰視頻後，吳詠寧決定模仿他們。他最早在直播平臺上傳了第一條短片——在大廈10樓天台的外牆沿的欄杆上踩自平衡滑行車，還在短片寫下「不作死就不會死」 的字樣。直播短片上傳至網絡之後，很快引起大量的網友關注，也有網友看到他這些直播視頻後直接叫「快點離開」。吳詠寧獲得很多網友關注後，又把網名改成「極限-詠寧」，後在各大景區以及上海、重慶、長沙、武漢和寧波的地標建築、工地上空等危險的地方晒自拍照。他的這些視頻在火山小視頻等APP上引起大量關注，也有運動產品和食品類廣告以及售賣其它雜牌產品的網友都找他代言。隨後他在2016年10月26日，註冊了本人的微信公眾號。
2017年11月8日，他在湖南長沙天心區近五一廣場站西南的華遠國際中心（華遠·華中心）62樓天台上做空中引體上升，疑乏力或抽筋，墮落14米下的頂層平臺。其時他沒同伴及通訊設備，爬近出入口無法求援，孤身坐著待卒。次日大廈職員發現他時已失救離世，得年26歲。據說該大廈44層以上並無電梯，通往天台需經保安及持房卡或工作証，他如何能到天台迄今成謎，其女友推測他乘電梯至44層爬上天台。
不幸意外後一個月，他女友在網上公佈其身亡消息，準備結婚的兩人願景未能實現。

## 後續
自從女友在2017年12月8日在網上公開了吳詠寧於一個月之前的死亡消息之後，很快引起了大量的社會輿論關注。三天後，吳詠寧曾經在快手和火山小視頻註冊過的賬戶都被管理員封禁，其發佈過的「危險表演」的視頻也被全部刪除，這些平臺還說從來沒有跟吳詠寧簽過任何合約或合作、代言的計劃。
隨後吳詠寧的家人認定多個直播平臺未盡審查及監管義務，於是向法院起訴花椒直播的運營商北京密境和風科技有限公司。2019年5月21日，北京互聯網法院一審認定吳詠寧本人負主要的責任，花椒直播承擔次要責任，花椒直播賠償原告3萬元人民幣。2019年11月22日，北京市第四中級人民法院二審維持原判。